# ريتشارد هو
ريتشارد هو (بالملايوية: Richard Ho Ung Hun)‏ هو محامي وسياسي ماليزي، ولد في 20 يناير 1927، وتوفي في 4 فبراير 2008. حزبياً، نشط في حزب العمل الديمقراطي (ماليزيا). وقد انتخب عضو ديوان الرعية ‏.